# Đền Cô Tiên
Đền Cô Tiên nằm trên đỉnh hòn Đầu Voi cuối dãy núi Trường Lệ về phía Tây Nam. Hòn đầu voi là hòn thứ năm trong hệ thống phân loại dân gian. Nó có tên chữ là "Tượng Đầu Sơn" cũng có nghĩa núi Đầu Voi, vì dãy núi Trường Lệ đang chạy dài đến chỗ này chợt nhô ra một hòn hình dáng như đầu con voi đang cúi mình uống nước.

## Lịch sử
Đền Cô Tiên được xây dựng vào thời Lý theo kiểu kiến trúc cổ, gồm 3 lớp: Tiền Đường, Trung Đường và Hậu Cung. Kiểu kiến trúc hình chữ Đinh (hay kiến trúc chuôi vồ). Trải qua bao độ mưa nắng, gió bão và sự tàn phá của chiến tranh ngôi đền đã bị hư hỏng nặng. Ngôi đền đã qua nhiều lần trùng tu tôn tạo. Những năm 90 của thế kỷ XX, Ban quản lý di tích thị xã Sầm Sơn cho sửa chữa lại một số hạng mục. Lần tu sữa gần đây nhất vào năm 2010 thành phố Sầm Sơn đã trùng tu tôn tạo lại toàn bộ ngôi đền nhưng vẫn giữ nguyên nét cổ kính. Kinh phí xây dựng Đền là từ nguồn tiền công đức của nhân dân và du khách thập phương.
Ngôi đền đã được xếp hạng Di Tích quốc gia năm 1962.
Ngoài Đền chính, trong quần thể Di Tích Đền Cô Tiên còn có đền trình (Quan Giám) Miếu lộ thiên Nam Hải Đại Vương, Miếu Cô Chín.

## Truyền Thuyết đền Cô Tiên
Truyền thuyết kể lại rằng: Ngôi đền này thờ một người con gái làm nghề thuốc cứu nhân độ thế. Cô gái vì không nghe lời cha lấy một kẻ nhà giàu nên bị cha đuổi ra khỏi nhà. Sau đó cô đem lòng yêu và lấy một chàng trai nghèo hiền lành, tốt bụng tên là Côi. Cuộc sống đang êm ả trôi đi trong hạnh phúc thì nàng bị bệnh hủi (bệnh phong). Hai vợ chồng đã đi khắp nơi chữa bệnh nhưng không khỏi. Bỗng một hôm có một bà lão xuất hiện đã chạy chữa cho nàng. Bà lên núi hái lá nam về hòa cùng với nước được lấy từ Vụng tiên. Cô gái khỏi bệnh. Bà cụ ra đi để lại cho cô gái một giỏ mây đựng đầy lá thuốc và một tay nải che mưa, nắng.
Một lần 2 vợ chồng đi chữa bệnh về khuya gặp trời mưa to, nhớ lời bà cụ dặn lấy tay nải ra che mưa và thiếp đi lúc nào không biết. Sáng mai khi tỉnh dậy 2 vợ chồng thấy mình đang nằm trong một ngôi nhà 3 gian khang trang sạch sẽ. Từ đó họ ở lại ngôi nhà và hằng ngày đi hái thuốc lá nam trên núi về chữa bệnh cho mọi người trong vùng. Một buổi sáng đẹp trời 2 vợ chồng ăn mặc rất đẹp dắt tay nhau đi lên đỉnh núi và thấy không quay trở về. Dân làng đồn rằng nàng chính là tiên nữ giáng trần. Ngôi nhà của vợ chồng được nhân dân trong vùng hương khói thờ phụng quanh năm.